# كالفين بريكر
كالفين بريكر هو منافس ألعاب قوى كندي، ولد في 3 نوفمبر 1884 في تورونتو في كندا، وتوفي في 24 أبريل 1963 في Grenfell, Saskatchewan ‏ في كندا.

## وصلات خارجية
- كالفين بريكر على موقع اللجنة الأولمبية الدولية (الإنجليزية)
- كالفين بريكر على موقع أوليمبيديا (الإنجليزية)
- كالفين بريكر على موقع قاعة كندا للمشاهير الرياضية (الإنجليزية)
- كالفين بريكر على موقع قاعة مشاهير الرياضة في ساسكاتشوان (الإنجليزية)